# Strubehoste
|  | Sammenskrivningsforslag Artiklen Falsk strubehoste er foreslået føjet ind i Strubehoste. (Siden januar 2014) Diskutér forslaget |

Strubehoste (eller croup) er en luftvejssygdom, der som regel udløses af en akut virusinfektion i de øvre luftveje.  Infektionen medfører hævelse af slimhinden i struben, hvilket hæmmer den normale vejrtrækning og giver sig udslag i de klassiske symptomer med "gøende" hoste, stridor og hæshed. Den kan give milde, moderate eller svære symptomer, som ofte forværres om natten. Den behandles ofte med en enkelt dosis orale steroider; undertiden anvendes adrenalin i mere alvorlige tilfælde. Hospitalsindlæggelse er sjældent nødvendig.
Strubehoste diagnosticeres på et klinisk grundlag, når potentielt mere alvorlige årsager til symptomerne er blevet udelukket (f.eks. strubelågsbetændelse eller et fremmedlegeme i luftvejene). Yderligere undersøgelser — som f.eks. blodprøver, røntgen og dyrkning af opspyt — er som regel ikke nødvendige. Det er en forholdsvis almindelig tilstand, som rammer ca. 15 % af alle børn på et tidspunkt, som oftest i en alder mellem 6 måneder og 5–6 år.  Tilstanden ses næsten aldrig hos teenagere eller voksne. Tidligere var difteri den primære årsag til strubehoste, men denne årsag er nu hovedsagelig af historisk betydning i den vestlige verden som følge af vaccination samt forbedret hygiejne og levestandard.

## Tegn og symptomer
Strubehoste er kendetegnet ved en "gøende" hoste, stridor, hæshed og vejrtrækningsbesvær, der som regel forværres om natten.  Den "gøende" hoste sammenlignes ofte med lyden af en kaldende sæl eller søløve. Stridor forværres ved ophidselse eller gråd, og hvis den høres under hvile, kan det være et tegn på kritisk indsnævring af luftvejene. Efterhånden som strubehosten bliver værre, kan stridor aftage væsentligt.
Andre symptomer er feber, snue (typiske symptomer på forkølelse) og indtrækning af brystvæggen. Savlen eller en meget syg fremtoning indikerer andre medicinske tilstande.

## Årsager
Strubehoste menes sædvanligvis at skyldes en virusinfektion. Andre anvender begrebet mere bredt og lader det omfatte akut laryngotracheitis, spastisk croup, laryngeal difteri, bakteriel tracheitis, laryngotracheobronchitis og laryngotracheobronchopneumonitis. De første to tilstande involverer en virusinfektion og er generelt mildere med hensyn til symptomatologi; de sidste fire skyldes bakterieinfektion og er som regel alvorligere.

### Virusudløst
Virusudløst strubehoste eller akut laryngotracheitis forårsages af parainfluenzavirus, primært type 1 og 2, i 75 % af tilfældene. Andre virale ætiologier omfatter influenza A og B, mæslinger, adenovirus og respiratorisk syncytialvirus (RSV). Spastisk croup forårsages af den samme gruppe af virusser som akut laryngotracheitis, men er uden de sædvanlige tegn på infektion (som feber, ondt i halsen og et øget antal hvide blodlegemer).  Behandling og respons på behandling er også tilsvarende.

### Bakterieudløst
Bakterieudløst strubehoste kan opdeles i laryngeal difteri, bakteriel tracheitis, laryngotracheobronchitis og laryngotracheobronchopneumonitis.  Laryngeal difteri skyldes bakterien Corynebacterium diphtheriae, mens bakteriel tracheitis, laryngotracheobronchitis og laryngotracheobronchopneumonitis almindeligvis skyldes en primær virusinfektion med sekundær bakterievækst.  De mest almindelige implicerede bakterier er Staphylococcus aureus, Streptococcus pneumoniae, Hemophilus influenzae og Moraxella catarrhalis.

## Patofysiologi
Virusinfektionen, der forårsager strubehoste, medfører hævelse af strubehovedet, luftrøret og de store bronkier som følge af indtrængen af hvide blodlegemer (navnlig makrofager, lymfocytter, plasmaceller og neutrofiler). Hævelsen forårsager blokering af luftvejene, og når den er udtalt, medfører den markant øget åndingsarbejde og den karakteristiske urolige, støjende luftstrøm, der kendes som stridor.

## Diagnosticering
| Symptom                    | Antal point for dette symptom | Antal point for dette symptom | Antal point for dette symptom | Antal point for dette symptom | Antal point for dette symptom | Antal point for dette symptom |
| Symptom                    | 0                             | 1                             | 2                             | 3                             | 4                             | 5                             |
| -------------------------- | ----------------------------- | ----------------------------- | ----------------------------- | ----------------------------- | ----------------------------- | ----------------------------- |
| Indtrækning af brystvæggen | Ingen                         | Lette                         | Moderate                      | Svære                         |                               |                               |
| Stridor                    | Ingen                         | Under aktivitet eller gråd    | I hvile                       |                               |                               |                               |
| Cyanose                    | Ingen                         |                               |                               |                               | Under aktivitet eller gråd    | I hvile                       |
| Bevidstheds- niveau        | Normalt                       |                               |                               |                               |                               | Påvirket                      |
| Lufttilførsel              | Normal                        | Nedsat                        | Markant nedsat                |                               |                               |                               |

Strubehoste er en klinisk diagnose.  Det første trin er at udelukke andre obstruktive tilstande i de øvre luftveje, særligt strubelågsbetændelse, et fremmedlegeme i luftvejene, subglottisk stenose, angioødem, retrofaryngeal absces og bakteriel tracheitis.
En frontal røntgenundersøgelse af halsen udføres ikke rutinemæssigt, men hvis den foretages, kan den vise en karakteristisk indsnævring af luftrøret, som kaldes kirketårnstegnet på grund af den subglottiske stenose, som i form ligner et kirketårn.  Kirketårnstegnet antyder diagnosen, men er fraværende i halvdelen af tilfældene.
Andre undersøgelser (som f.eks. blodprøver og viruskulturtest) frarådes, da de kan forårsage unødvendig uro og på den måde forværre belastningen af de berørte luftveje. Mens viruskulturer, der er indsamlet via nasofaryngeal aspiration, kan bruges til at bekræfte den præcise årsag, begrænses disse normalt til forskningsforsøg. Bakterieinfektion bør tages i betragtning, hvis en person ikke får det bedre af standardbehandling. I så fald kan der være indikation for yderligere undersøgelser.

### Sværhedsgrad
Det mest almindeligt anvendte system til klassificering af sværhedsgraden af strubehoste er Westleys score. Systemet anvendes primært til forskningsformål frem for i klinisk praksis. Det er summen af de point, der gives for fem faktorer: bevidsthedsniveau, cyanose, stridor, lufttilførsel og indtrækninger. I tabellen til højre vises det pointtal, der gives for hver enkelt faktor, og den samlede score går fra 0 til 17.
- En samlet score på ≤ 2 indicerer mild strubehoste. Den karakteristiske gøende hoste og hæshed kan være til stede, men der er ingen stridor i hvile.[5]
- En samlet score på 3–5 klassificeres som moderat strubehoste.  Den viser sig med tydeligt hørbar stridor, men med få andre tegn.[5]
- En samlet score på 6–11 er svær strubehoste.  Den viser sig også med tydelig stridor, men desuden med markant indtrækning af brystvæggen.[5]
- En samlet score på ≥ 12 indicerer truende respirationssvigt.  Den gøende hoste og stridor er muligvis ikke længere fremtrædende på dette stade.[5]

85 % af de børn, der kommer ind på akutafdelingen, har sygdommen i mild grad; svær strubehoste forekommer sjældent (<1 %).

## Forebyggelse
Mange tilfælde af strubehoste er blevet forebygget af vaccination mod influenza og difteri. Engang refererede strubehoste til en difterisygdom, men takket være vaccination er difteri nu blevet sjælden i den udviklede verden.

## Behandling
Børn med strubehoste holdes normalt så rolige som muligt.  Steroider gives rutinemæssigt, i alvorlige tilfælde anvendes adrenalin. Børn med en iltmætning på under 92 % bør tilføres ilt, og de, der har svær strubehoste, indlægges evt. til observation på hospitalet. Hvis tilførsel af ilt er nødvendig, anbefales det at give ilten ved hjælp af "blow-by"-teknik (hvor en iltkilde holdes i nærheden af barnets ansigt), da det udløser mindre uro end brug af en maske. Med behandling er det færre end  0,2 % af alle patienter, der får brug for endotrakeal intubation.

### Steroider
Det er påvist, at kortikosteroider, f.eks. dexamethason og budesonid, giver forbedrede resultater hos børn med alle sværhedsgrader af strubehoste.  Mærkbar lindring opnås så tidligt som seks timer efter administration.  Steroiderne virker, når de gives oralt, parenteralt eller via inhalation, men den orale vej foretrækkes.  En enkelt dosis er normalt alt, hvad der kræves, og regnes generelt for at være ret sikker. Dexamethason i doser på  0,15, 0,3 og 0,6 mg/kg synes alle at være lige effektive.

### Adrenalin
Moderat til svær strubehoste kan bedres midlertidigt med forstøvet adrenalin. Adrenalin giver typisk en reduktion i strubehostens sværhedsgrad i løbet af 10–30 minutter, men den gavnlige virkning varer kun ved i ca. 2 timer. Hvis bedringen af tilstanden varer ved i 2–4 timer efter behandlingen, og der ikke opstår andre komplikationer, vil barnet typisk blive udskrevet fra hospitalet.

### Øvrige
Der er foretaget undersøgelser med andre behandlinger mod strubehoste, men ingen med tilstrækkelig dokumentation til at understøtte deres brug. Inhalering af varm damp eller fugtet luft er en traditionel selvbehandling, men kliniske studier har ikke dokumenteret nogen effekt, og i dag bruges behandlingen sjældent. Brugen af hostemidler, som normalt indeholder dextromethorphan og/eller guiafenesin, frarådes også. Indånding af heliox (en blanding af helium og oxygen) med henblik på mindskning af åndingsarbejdet er blevet brugt tidligere, men der er meget lidt dokumentation, der støtter denne brug.  Eftersom strubehoste normalt er en virussygdom, bruger man ikke antibiotika, medmindre der er mistanke om en sekundær bakterieinfektion. I tilfælde af en mulig sekundær bakterieinfektion anbefales antibiotikaene vancomycin og cefotaxim. I alvorlige tilfælde, som er forbundet med influenza A eller B, kan man give antiviral neuraminidasehæmmere.

## Prognose
Strubehoste er som regel en selvbegrænsende sygdom, men kan i meget sjældne tilfælde føre til, at patienten dør af respirationssvigt og/eller hjertestop.  Symptomerne tager som regel af i løbet af to dage, men kan vare op til syv dage. Andre usædvanlige komplikationer er bakteriel tracheitis, lungebetændelse og lungeødem.

## Epidemiologi
Strubehoste rammer ca. 15 % af alle børn og indtræder normalt i en alder mellem 6 måneder og 5–6 år. Sygdommen står for ca. 5 % af alle hospitalsindlæggelser i denne befolkningsgruppe. I sjældne tilfælde kan den forekomme hos børn helt ned til 3 måneder og helt op til 15 år. Drengebørn rammes 50 % hyppigere end pigebørn, og der er en øget prævalens om efteråret.

## Historie
Ordet croup kommer fra verbet fra tidlig moderne engelsk croup, som betyder "at græde hæst"; navnet blev først anvendt på sygdommen i Skotland og vandt udbredelse i det 18. århundrede. Difteri (strubehoste) har været kendt siden Homer fra Oldtidens Grækenland, og først i 1826 blev virusudløst strubehoste differentieret fra strubehoste som følge af difteri af Bretonneau.  Derefter blev virusudløst strubehoste kaldt "falsk strubehoste" af franskmændene, fordi "strubehoste" da refererede til en sygdom, der var forårsaget af difteribakterien.  Strubehoste som følge af difteri kendes næsten ikke mere, grundet den effektive vaccination, der er udviklet mod sygdommen.